# Tommy Milone
Tomaso Anthony Milone (né le 16 février 1987 à Saugus, Santa Clarita, Californie, États-Unis) est un lanceur gaucher des Ligues majeures de baseball.

## Carrière

### Nationals de Washington
Joueur de l'Université de Californie du Sud à Los Angeles, Tom Milone est un choix de dixième ronde des Nationals de Washington en 2008.
Il fait ses débuts dans le baseball majeur comme lanceur partant pour l'équipe de Washington le 3 septembre 2011. Il effectue cinq départs pour Washington et présente une moyenne de points mérités de 3,81 en 26 manches lancées. Sa seule décision est une victoire, sa première dans le baseball majeur obtenue contre les Mets de New York le 15 septembre.

### Athletics d'Oakland

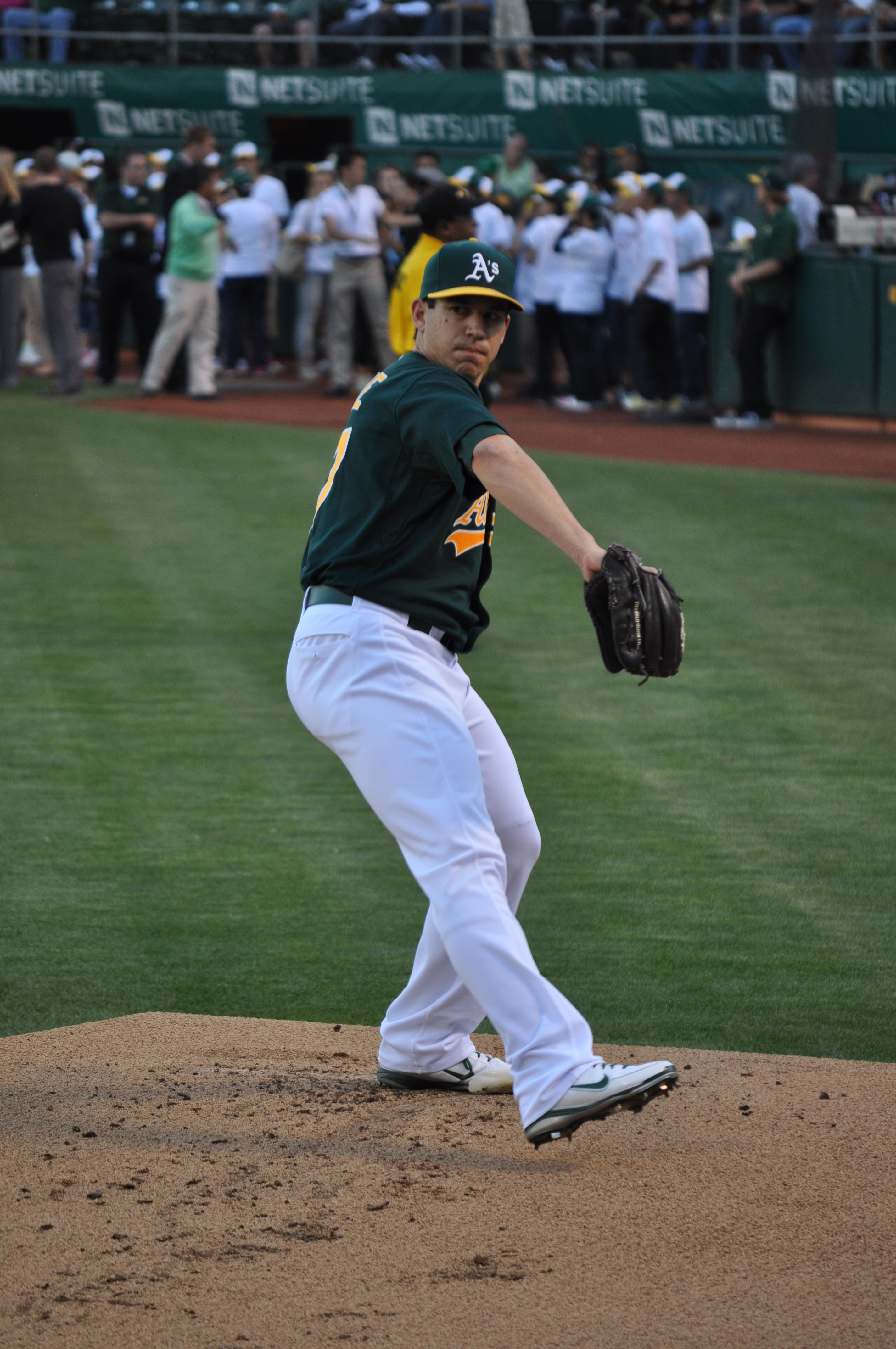
Tommy Milone en 2012 avec les Athletics d'Oakland.

En décembre 2011, Milone fait partie des quatre jeunes joueurs (avec les lanceurs Brad Peacock et A. J. Cole et le receveur Derek Norris) cédés aux Athletics d'Oakland pour acquérir le lanceur étoile Gio Gonzalez, un gaucher, et le lanceur droitier des ligues mineures Robert Gilliam.
Le 20 juillet, Milone lance 7 manches sans accorder de point face aux Yankees de New York et réussit 10 retraits sur des prises. Les A's arrachant la victoire en fin de 9e manche, Milone n'est pas impliqué dans la décision mais enregistre le plus grand nombre de retraits sur des prises par un lanceur d'Oakland contre les Yankees depuis Bobby Witt le 2 juillet 1993.

### Twins du Minnesota

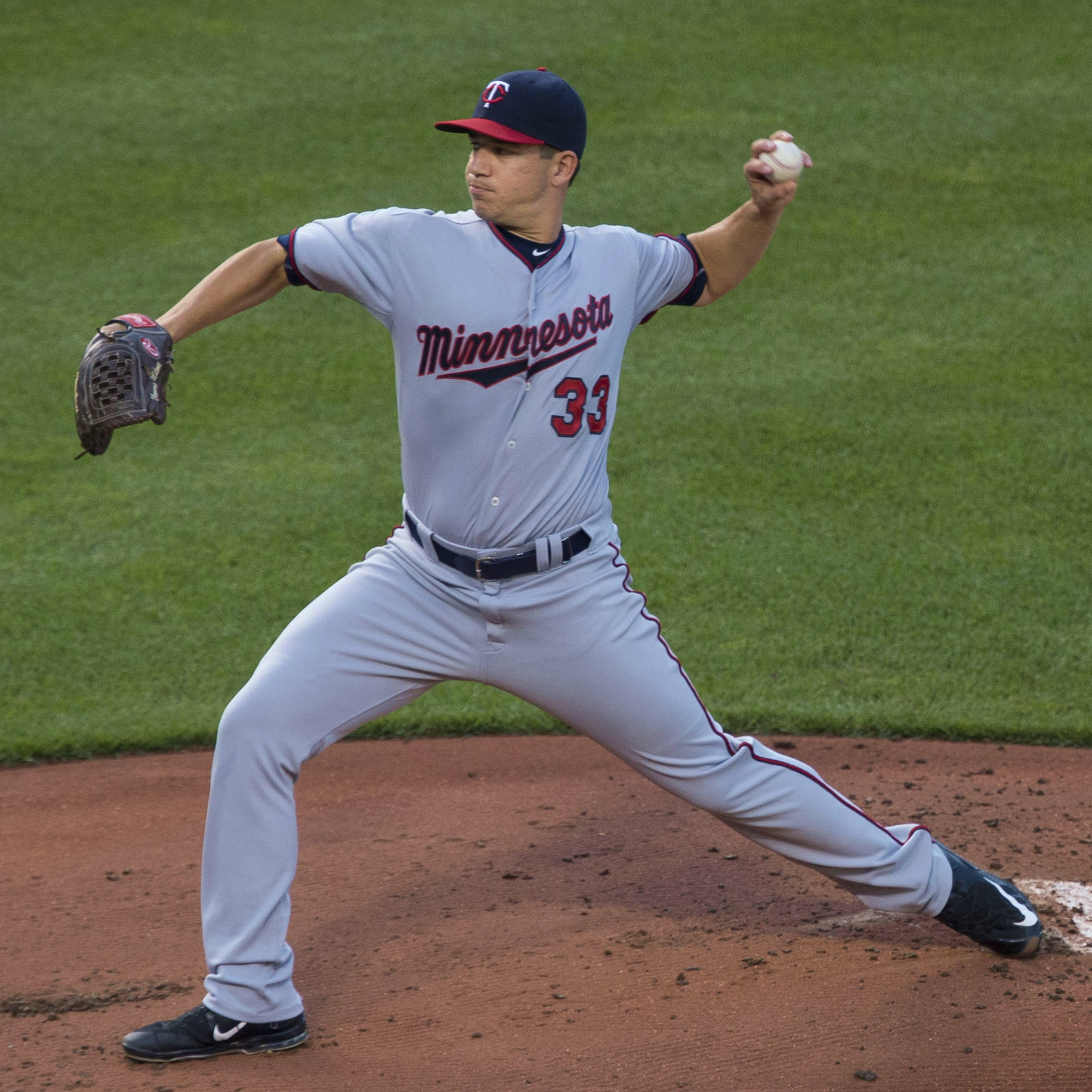
Tommy Milone en 2015 avec les Twins du Minnesota.

Le 31 juillet 2014, Oakland échange Milone aux Twins du Minnesota contre le voltigeur Sam Fuld. Il accorde 21 points, dont 17 mérités en seulement 5 départs et une présence en relève pour les Twins en fin de saison. Milone termine sa saison 2014 avec une moyenne de points mérités de 4,19 en 118 manches lancées, avec 6 victoires, 4 défaites et 75 retraits sur des prises.
En 49 matchs, dont 40 comme lanceur partant, et 219 manches et deux tiers lancées au total pour les Twins en 2015 et 2016, Milone affiche une moyenne de points mérités de 4,79 et compte 12 victoires pour 11 défaites.

### Brewers de Milwaukee
En décembre 2016, il signe un contrat avec les Brewers de Milwaukee mais ne fait pas long feu avec le club, à la suite d'un mauvais début de saison 2017. Il débute trois parties des Brewers et ajoute trois présences en relève mais sa moyenne de points mérités s'élève à 7,91 en 33 manches lancées.

### Mets de New York
Le 7 mai 2017, Milone est réclamé au ballottage par les Mets de New York.